# Lynn Seidemann
Lynn Seidemann (* 19. November 1963) ist eine ehemalige US-amerikanische Rollstuhltennisspielerin.

## Karriere
Lynn Seidemann startete in der Klasse der Paraplegiker.
Sie nahm 1992 an den Paralympischen Spielen in Barcelona teil. Im Einzel schied sie in der ersten Runde gegen Chantal Vandierendonck aus, während sie im Doppel das Endspiel erreichte. An der Seite von Nancy Olson verlor sie die Finalpartie gegen Monique Kalkman und Chantal Vandierendonck und gewann damit die Silbermedaille.
In der Weltrangliste erreichte sie ihre besten Platzierungen mit Rang fünf im Einzel am 9. Februar 1993 sowie mit Rang sechs im Doppel am 15. August 1995. Ihr letztes Turnier bestritt sie 1997.